# Borger (Texas)
Pour les articles homonymes, voir Borger.
La ville américaine de Borger est située dans le comté de Hutchinson, dans l’État du Texas. Elle comptait 13 251 habitants lors du recensement de 2010, ce qui en fait la ville la plus peuplée du comté.

## À noter
- L’actrice Emy Coligado a grandi à Borger.
- La spectaculaire explosion d'un gazoduc de la société Kinder Morgan s'est produite le 13 avril 2015 à Borger, sans faire de victimes.

## Source
- (en) Cet article est partiellement ou en totalité issu de l’article de Wikipédia en anglais intitulé « Borger, Texas » (voir la liste des auteurs).